# Ixora bracteolaris
Ixora bracteolaris är en måreväxtart som beskrevs av Johannes Müller Argoviensis. Ixora bracteolaris ingår i släktet Ixora och familjen måreväxter. Inga underarter finns listade i Catalogue of Life.